# لازاريس اريونسون
لازاروس ليونارد آرونسون (24 ديسمبر 1894 - 9 ديسمبر 1966) ، غالبًا ما يشار إليه باسم L. Aaronson ، كان شاعرًا بريطانيًا ومحاضرًا في الاقتصاد . عندما كان شابًا ، كان ينتمي إلى مجموعة من الأصدقاء اليهود الذين يُعرفون اليوم باسم وايت تشابل بويز ، والذين اكتسب العديد منهم شهرة فيما بعد ككتاب وفنانين. على الرغم من أنه أقل تطرفاً في استخدامه للغة التي يتحدث بها ، فقد تمت مقارنته بصديقه الأكثر شهرة في وايت تشابل ، إسحاق روزنبرغ ، من حيث الإملاء والطاقة اللفظية. يتميز شعر آرونسون بأنه "ما بعد الجورجي" أكثر من كونه حديثًا ، وقد تمكن المراجعون منذ ذلك الحين من تتبع التأثيرات إلى كل من الشاعر الإنجليزي جون كيتس والشعراء العبريين مثل شاؤول تشيرنيتشوفسكي وزلمان شنور .
عاش آرونسون معظم حياته في لندن وأمضى معظم حياته العملية كمحاضر في الاقتصاد في كلية مدينة لندن . في العشرينات من عمره ، اعتنق المسيحية وركز جزء كبير من شعره على تحوله وهويته الروحية كيهودي وانجليزي . في المجموع ، نشر ثلاث مجموعات شعرية: المسيح في الكنيس (1930) ، والقصائد (1933) ، ورحلة العودة إلى الوطن وقصائد أخرى (1946). على الرغم من أنه لم يحظ باعتراف واسع النطاق ، إلا أن آرونسون اكتسب عبادة من أتباع القراء المتفانين. بعد تقاعده من التدريس ، انتقل إلى هاربيندين ، هيرتفوردشاير ، حيث توفي بسبب قصور في القلب ومرض القلب التاجي في 9 ديسمبر 1966. لم يتم نشر شعره على نطاق واسع ، وترك العديد من القصائد غير المنشورة عند وفاته.
وُلِد آرونسون في 24 ديسمبر 1894  في 34 شارع جريت بيرل ، سبيتالفيلدز في الطرف الشرقي من لندن لأبوين يهوديين أرثوذكس فقراء كانا قد هاجرا من فيلنا في بالي أوف ستلنت في أوروبا الشرقية. كان والده لويس آرونسون ، صانع أحذية ، وكانت والدته سارة آرونسون ، ني كوالسكي. التحق بمدرسة وايت تشابل سيتي للبنين وتلقى لاحقًا منحة دراسية لحضور مدرسة هاكني داونز النحوية .
هاجر والده إلى نيويورك عام 1905. ليلتحق به بعد ذلك باقي أفراد أسرته سنة 1912 ، باستثناء البالغ من العمر 17 عامًا والذي بقي في لندن. منذ ذلك الحين ، عاش مع عائلة جوزيف بوسينر في 292 Commercial Road في East End في لندن . في ذلك الوقت ، كانت المنطقة مركزًا لليهود في الشتات وفي مطلع القرن العشرين ، كان ربع سكانها يهودًا من أوروبا الوسطى والشرقية. نشأ آرونسون في إيست إند ، وكان جزءًا من مجموعة من الأصدقاء الذين يشار إليهم اليوم باسم وايت تشابل بويز ، وجميعهم كانوا أبناء مهاجرين يهود ولديهم طموحات أدبية وفنية مشتركة. ومن بين الآخرين في المجموعة الذين حصلوا لاحقًا على تمييز ، مثل آرونسون ، جون رودكر ، وإسحاق روزنبرغ ، وجوزيف ليفتويتش ، وستيفن وينستين ، وكلارا بيرنبرغ ، وديفيد بومبرغ ، والأخوين أبراهام فاينبرغ وجوزيف فاينبرغ . شارك آرونسون أيضًا في رابطة الشباب الاشتراكي ، حيث ساعد هو وآخرون من وايت تشابل بويز في تنظيم اجتماعات تثقيفية حول الفن الحديث والسياسة الراديكالية. ظل آرونسون اشتراكيًا ملتزمًا طوال فترة البلوغ.
نظرًا لأن شعر آرونسون لا يُظهر ابتكارًا شكليًا ، فقد وصفه أستاذ الأدب ويليام بيكر بأنه "شاعر ما بعد جورجى وليس حداثي [شاعر]". يلاحظ بيكر كذلك أن شعر آرونسون يتعامل مع العديد من قضايا عصره ، مثل صعود الفاشية والحرب العالمية الثانية ، لكنه يشير إلى أن آرونسون لم يكتب بشكل مباشر عن الهولوكوست . عند وفاة آرونسون ، قارنه الشاعر آرثر حاييم جاكوبس بإسحاق روزنبرغ ، الشاعر الأكثر شهرة من نفس الجيل الأنجلو-يهودي . وفقًا لجاكوبس ، من الواضح أن آرونسون "تأثر به من حيث الإملاء ، وفي نوع من الطاقة اللفظية التي تمر عبر الكثير من شعره. لكنه كان أقل تطرفاً من روزنبرغ في استخدامه للغة ، وكان يميل نحو رفاهية وحلاوة كيتسان. كما قارن الشاعر جون سيلكين بشكل غير موات بين آرونسون وروزنبرغ ، حيث كتب "لا يمكن القول إن عمله يصل إلى الجلالة المحترقة أو عمق شعر روزنبرغ ، وربما يمكن تفسير ذلك من خلال حقيقة أن آرونسون لا يهتم تمامًا بالاعتراف به. الجذور ".